# Dahikan
Dahikan (Dahikan Island) es una isla situada en Filipinas, adyacente a la de Siargao, al noreste de Mindanao. Corresponde al término municipal de San Benito perteneciente a  la provincia de Surigao del Norte situada en la Región Administrativa de Caraga, también denominada Región XIII.

## Geografía
Isla situada en el seno de Dinagat en la costa occidental  de Siargao, al sur de Cancangón y al oeste de la isla de Poneas, cerrando por el sur la bahía de Litalit.
El mencionado seno se abre entre las islas de Dinagat y de la de Siargao comunicando el mar de Filipinas con la costa este de la provincia de Surigao del Norte.

### Barangays
El municipio  de San Benito se divide, a los efectos administrativos, en 6 barangayes o barrios, conforme a la siguiente relación: La isla de Cancangón pertenece al barrio de Maribojoc.